# تشارلز بي غراهام
تشارلز بي غراهام (بالإنجليزية: Charles P. Graham)‏ هو عسكري أمريكي، ولد في 6 يونيو 1839 في أوتيكا في الولايات المتحدة، وتوفي في 2 نوفمبر 1904 في ميدلتاون في الولايات المتحدة.